# Прва савезна лига Југославије у фудбалу 1961/62.

Прва савезна лига Југославије у фудбалу 1961/62. била је највиши ранг фудбалског такмичења у Југославији 1961/62. године, тридесетчетврта сезона по реду у којој се организовало првенство у фудбалу. Шампион је постао Партизан из Београда, освојивши своју четврту шампионску титулу, а другу узаступну. Из лиге су испали скопски Вардар и бањалучки Борац.

## Учесници првенства
У фудбалском првенство Југославије у сезони 1961/62. је учествовало укупно 12 тимова, од којих су 5 са простора НР Србије, 3 из НР Хрватске, 3 из НР Босне и Херцеговине и 1 из НР Македоније.
- Борац, Бања Лука
- Вардар, Скопље
- Вележ, Мостар
- Војводина, Нови Сад
- Динамо, Загреб
- Нови Сад
- ОФК, Београд
- Партизан, Београд
- Ријека
- ФК Сарајево
- Хајдук, Сплит
- Црвена звезда, Београд

## Табела
| Место | Клуб                | мечева | победа | нерешених | пораза | дати голови | примљени голови | гол разлика | бодова |
| ----- | ------------------- | ------ | ------ | --------- | ------ | ----------- | --------------- | ----------- | ------ |
| 1     | Партизан            | 22     | 13     | 5         | 4      | 42          | 22              | +20         | 31     |
| 2     | Војводина           | 22     | 9      | 8         | 5      | 30          | 25              | +5          | 26     |
| 3     | Динамо              | 22     | 10     | 5         | 7      | 36          | 23              | +13         | 25     |
| 4     | Црвена звезда       | 22     | 9      | 6         | 7      | 35          | 25              | +10         | 24     |
| 5     | Хајдук              | 22     | 8      | 8         | 6      | 30          | 30              | 0           | 24     |
| 6     | ОФК                 | 22     | 7      | 8         | 7      | 37          | 28              | +9          | 22     |
| 7     | Сарајево            | 22     | 6      | 10        | 6      | 37          | 40              | -3          | 22     |
| 8     | Ријека              | 22     | 5      | 12        | 5      | 17          | 21              | -4          | 22     |
| 9     | Вележ               | 22     | 7      | 6         | 9      | 17          | 21              | -4          | 20     |
| 10    | Нови Сад            | 22     | 7      | 5         | 10     | 27          | 40              | -13         | 19     |
| 11    | Вардар              | 22     | 7      | 4         | 11     | 30          | 37              | -7          | 18     |
| 12    | Борац               | 22     | 3      | 5         | 14     | 26          | 50              | -24         | 11     |
| -     | Будућност Титоград  | -      | -      | -         | -      | -           | -               | -           | -      |
| -     | Жељезничар Сарајево | -      | -      | -         | -      | -           | -               | -           | -      |
| -     | Слобода Тузла       | -      | -      | -         | -      | -           | -               | -           | -      |
| -     | Раднички Ниш        | -      | -      | -         | -      | -           | -               | -           | -      |

Најбољи стрелац првенства био је Дражен Јерковић (Динамо Загреб) са 16 голова.

## Освајач лиге
| Првак Југославије у фудбалу 1961/62. |
| ------------------------------------ |
| Партизан 4. титула                   |